# Aa trilobulata
Aa trilobulata je vrsta orhideje (porodica kaćunovke, Orchidaceae) iz reda Asparagales. Rasprostranjena je na području Bolivije.

## Vanjske poveznice
- Slika  Arhivirana inačica izvorne stranice od 10. ožujka 2016. (Wayback Machine)